# Evo Morales
Juan Evo Morales Ayma, (sinh ngày 26 tháng 10 năm 1959) thường được gọi là Evo (phát âm tiếng Tây Ban Nha: [ˈeβo]), là một chính trị gia và nhà hoạt động người Bolivia, giữ chức Tổng thống Bolivia từ năm 2006 đến năm 2019 và là tổng thống của Boliva đầu tiên là dân tộc bản địa.
Là người theo chủ nghĩa xã hội, ông là người đứng đầu đảng Phong trào vì Chủ nghĩa xã hội (MAS). Vào ngày 10 tháng 11 năm 2019, ông từ chức trong tình trạng đất nước bất ổn đáng kể sau khi quân đội đưa ra tối hậu thư yêu cầu từ chức sau báo cáo của Tổ chức các quốc gia Mỹ với cáo buộc chính phủ của ông đã tổ chức bầu cử trong năm.

## Tiểu sử
Sinh ra trong một gia đình nông dân người Aymara tại Isallawi, Orinoca, Morales học hết tiểu học thì đăng lính. Năm 1978 ông đến tỉnh Chapare trồng coca và tham gia nghiệp đoàn cocalero. Tiếng tăm Morales nổi lên trong công đoàn campesino tức người lao động nông thôn chống lại chủ trương của chính quyền Bolivia và Hoa Kỳ vốn muốn xóa bỏ cây coca trong cuộc chiến chống ma túy. Năm 1995 ông bước vào chính trường, lãnh đạo Phong trào Xã hội chủ nghĩa, đặt trọng tâm vào những vấn đề ảnh hưởng đến người bản xứ và giới dân nghèo. Morales ủng hộ cải cách ruộng đất, dùng lợi nhuận từ các mỏ khí đốt để trang trải kinh phí xã hội. Qua mấy đợt biểu tình lớn ở Cochabamba năm 2000 chống lại các công ty khí đốt, Morales trở thành gương mặt của cả phong trào. Năm 2002 ông bị luận tội và trục xuất khỏi Quốc hội Bolivia mặc dù trong kỳ tuyển cử tổng thống năm đó, ông về hạng nhì với số phiếu.

### Đắc cử tổng thống
Ba năm sau tức năm 2005, Morales đắc cử tổng thống và mở chiến dịch tịch thu đất đai của đại điền chủ để phát cho nông dân nghèo. Chính phủ cũng ra tay quốc hữu hóa nhiều xí nghiệp trong các ngành then chốt, hạn chế ảnh hưởng kinh tế của Mỹ ở Bolivia và tìm cách mở rộng mối quan hệ với các quốc gia khác ở châu Mỹ Latin. Bolivia gia nhập Liên minh Bolivar vì châu Mỹ.
Năm 2008 Morales đắc thế trong cuộc trưng cầu dân ý, thông qua một hiến pháp mới rồi lại tái đắc cử tổng thống năm 2009. Morales đẩy mạnh chính sách thiên tả, gia nhập BancoSur và Cộng đồng các Quốc gia Mỹ Latin và Caribe (Community of Latin American and Caribbean States).
Morales được ghi nhận là người góp tiếng ủng hộ quyền lợi của các sắc tộc bản xứ và chống chủ nghĩa đế quốc. Ông từng được Đại Hội đồng Liên Hợp Quốc phong làm "Anh hùng Thế giới của Trái Đất Mẹ" ("World Hero of Mother Earth").

### Trưng cầu dân ý và ý định Tu hiến
Ngày 21 tháng 2 năm 2016, Morales mở cuộc trưng cầu dân ý lần nữa chủ trương thay đổi hiến pháp để bỏ điều khoản hạn chế tổng thống chỉ được làm ba nhiệm kỳ vì Morales muốn ra tranh cử lần thứ tư. Kết quả là 51% số phiếu chống lại việc tu chính hiến pháp. Morales thất bại. Tuy nhiên Morales đâm đơn lên Tòa án Hiến pháp và được chấp thuận năm 2017.

### Từ chức
Tháng 10 năm 2019 Morales ra tranh cử lần thứ tư nhưng vì chỉ đạt 45% (thay vì ≥50%) nên phải qua vòng nhì với đối thủ là cựu tổng thống Carlos Mesa. Mesa được 38% số phiếu. Morales bị cáo buộc là tham nhũng và tham quyền cố vị. Morales tuyên bố thắng vòng nhì nhưng bản báo cáo của quan sát viên quốc tế thuộc Tổ chức các Quốc gia châu Mỹ thì ghi nhận là nhiều sự "bất thường", bất tín nhiệm cuộc tuyển cử. Dân chúng rầm rộ xuống đường, phe thì ủng hộ, phe thì phản đối Morales. Chính phủ điều quân đội ra dẹp nhưng các tướng lãnh ra thông cáo sẽ không đàn áp đồng bào. Các cơ quan cảnh sát lại tham gia các cuộc biểu tình chống lại chính phủ. Ngày 10 tháng 11 New York Times loan tin là chỉ huy lực lượng vũ trang của Bolivia, Tướng Williams Kaliman cũng khuyên Morales "nên từ chức để khôi phục lại hòa bình và ổn định và vì lợi ích của đất nước chúng ta." Mất chỗ dựa, Evo Morales tuyên bố từ chức và đáp máy bay bỏ nước lưu vong sang México tối Thứ Hai 11 Tháng 11, 2019, chấm dứt 14 năm chấp chính. Chính phủ bỏ ngỏ vì phó tổng thống, chủ tịch Thượng viện, chủ tịch Hạ viện theo tuần tự đúng ra sẽ kế nhiệm nhưng tất cả đều từ nhiệm. Morales, cùng với các nước thiên tả México, Cuba, Nicaragua và Venezuela lên án sự việc, cho đó cuộc đảo chính quân sự.
Dầu tình hình chưa yên Phó chủ tịch Thượng viện Jeanine Áñez đã lên tiếng kêu gọi các đại diện dân cử nhóm họp để ổn định chính phủ và xúc tiến cuộc bầu cử mới. Bà được Tòa án Hiến pháp công nhận kiêm nhiệm chức vụ tổng thống Bolivia.
Evo Morales thì rời México ngày 12 Tháng 12, 2019 chuyển về Argentina nơi chính phủ thiên tả của Alberto Fernández vừa đắc cử vào Tháng 10, 2019. Theo nhà phân tích chính trị thì Morales chọn Argentina vì hai nước giáp giới nhau, dễ bề cho Morales duy trì ảnh hưởng chính trị quốc nội và rất có thể hồi hương chấp chính mai sau.